# Phragmatobia fuliginosa
Phragmatobia fuliginosa es una mariposa nocturna de la familia Erebidae. Habita en las zonas del Paleártico. Existen diversas subespecies conocidas, P. f. melitensis en Malta y P. f. borealis en Escocia.

## Descripción
Su envergadura alar puede alcanzar los 35-45 mm. Mientras que las alas anteriores son de color marrón canela con una mancha negra en el medio, el abdomen y las alas posteriores lucen un rojo llamativo con manchas negras. Esta coloración advierte a los posibles depredadores de su toxicidad.

## Subespecies
- Phragmatobia fuliginosa borealis (Staudinger, 1871) (Regiones del norte de Eurasia)
- Phragmatobia fuliginosa melitensis (O. Bang-Haas, 1927) (Malta)
- Phragmatobia fuliginosa paghmani (Lének, 1966) (Transcaucasia: Azerbayan; Irán; norte de Iráq; Afganistán; Asia Central; sur de Kazajistán; China: oeste de Xinjiang)
- Phragmatobia fuliginosa pulverulenta (Alphéraky, 1889) (China: este de Xinjiang, Qinghai, sur de Mongolia; particularmente, sudeste de Kazajistán)
- Phragmatobia fuliginosa rubricosa (Harris, 1841) (Norteamérica)
- Phragmatobia fuliginosa taurica (Daniel, 1970) (Cercano oriente: desde el sur de Turquía a Palestina)

## Biología
La mariposa vuela desde mayo a agosto, dependiendo de las zonas.Los huevos son de un gris rojizo. La larva es de un gris claro a oscuro, con la cabeza marrón oscuro. El cuerpo está completamente cubierto de pelo. La oruga se alimenta de varios tipos de plantas herbáceas Rubus fruticosus, Prunus spinosa, Filipendula ulmaria, Plantago lanceolata, Senecio jacobaea , Taraxacum officinale. La crisálida es negra con el abdomen marcado en amarillo.

## Galería

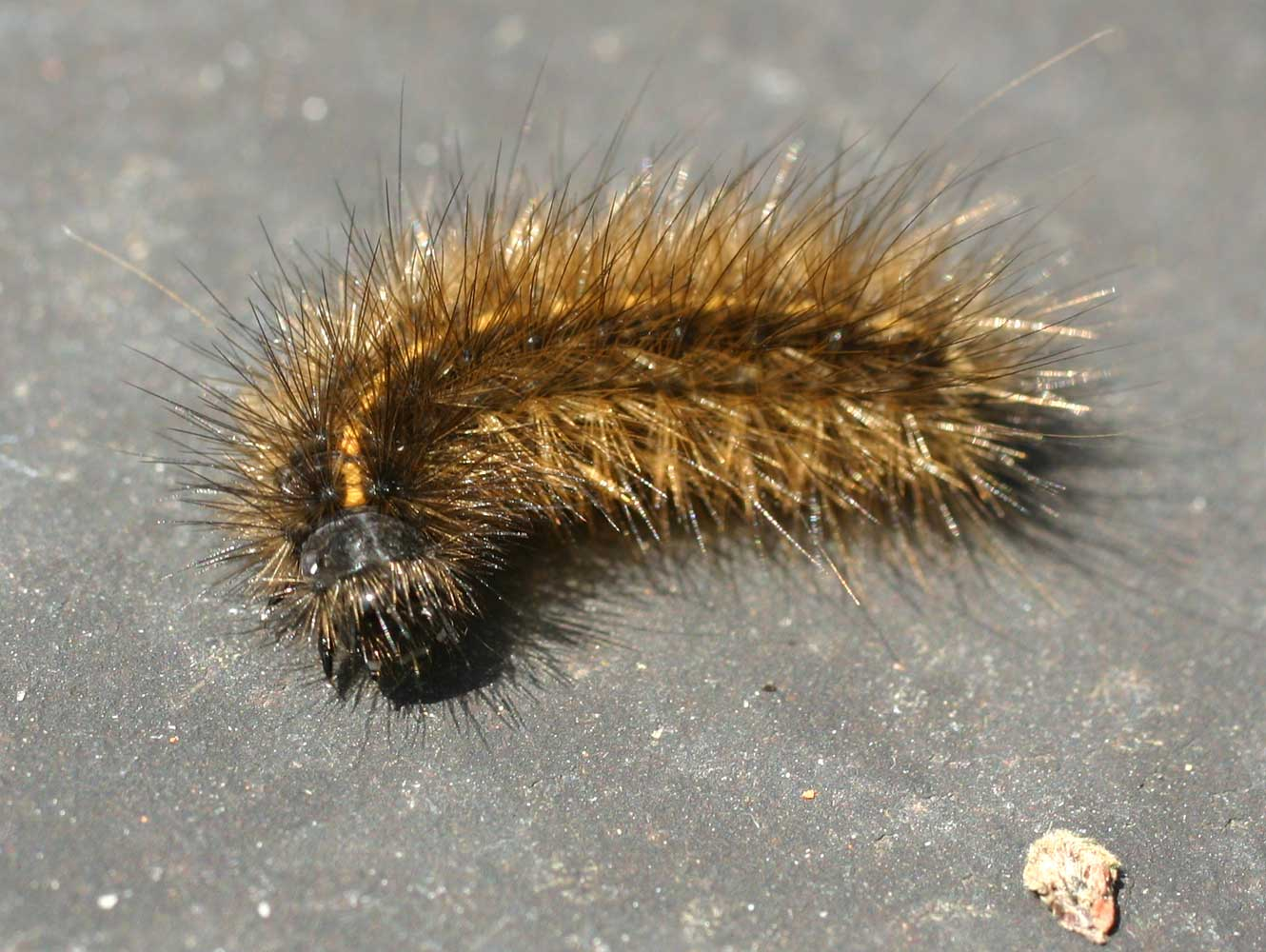
Oruga
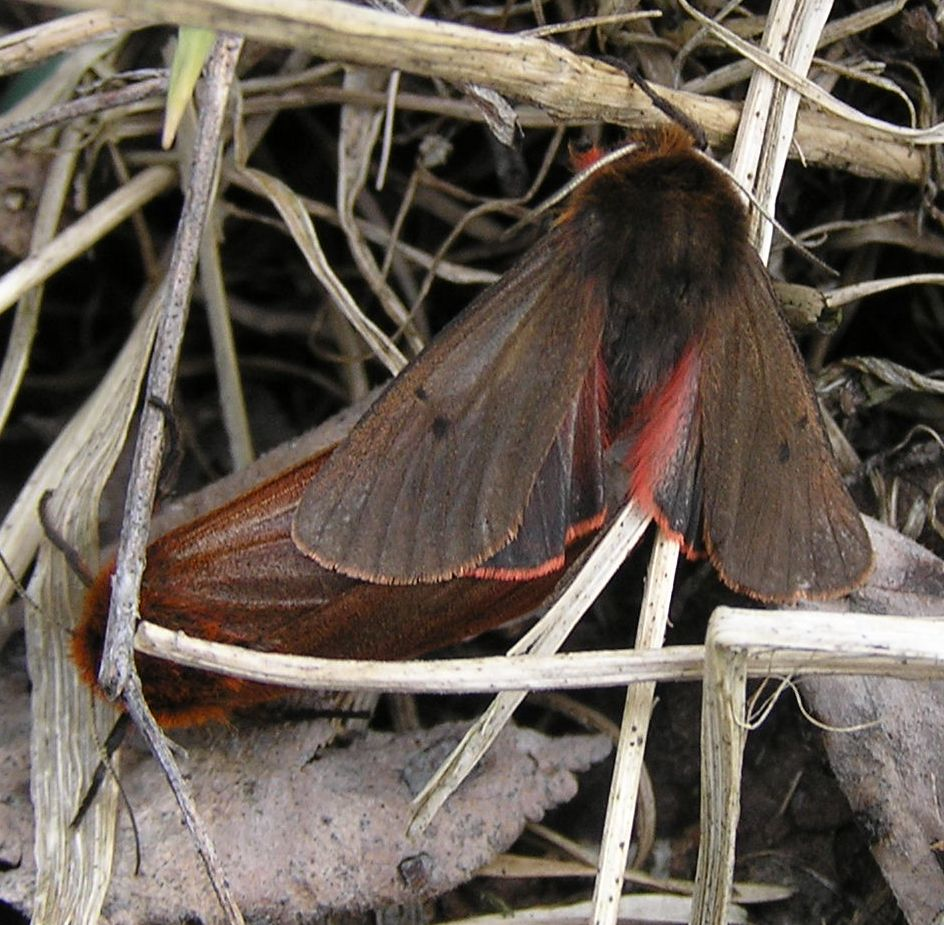